# ستل آندر رودل
ستل آندر رودل (به آلمانی: Zwettl an der Rodl) یک منطقهٔ مسکونی در اتریش است که در ناحیه اورفار اومگبونگ واقع شده‌است. ستل آندر رودل ۱۵ کیلومتر مربع مساحت دارد ۶۱۶ متر بالاتر از سطح دریا واقع شده‌است.